# Titularbistum Rusicade
Rusicade ist ein Titularbistum der römisch-katholischen Kirche.
Die in Nordafrika gelegene Stadt (das heutige Skikda in Algerien) war ein alter römischer Bischofssitz, der im 7. Jahrhundert mit der islamischen Expansion unterging. Er lag in der römischen Provinz Numidien.
| Titularbischöfe von Rusicade |                                |                                                                                         |                   |                   |
| Nr.                          | Name                           | Amt                                                                                     | von               | bis               |
| 1                            | Augustin Prosper Hacquard MAfr | Apostolischer Vikar von Sahara und Sudan (Französisch-Sudan)                            | 19. Januar 1898   | 4. April 1901     |
| 2                            | Augustin-Léopold Huys MAfr     | Apostolischer Koadjutorvikar von Ober-Kongo (Belgisch-Kongo)                            | 16. März 1909     | 8. Oktober 1938   |
| 3                            | William A. Rice SJ             | Apostolischer Vikar von Belize (Britisch-Honduras)                                      | 19. November 1938 | 28. Februar 1946  |
| 4                            | Edoardo Mason MCCJ             | Apostolischer Vikar von Bahr al-Ghazal und von El Obeid (Anglo-Ägyptischer Sudan/Sudan) | 8. Mai 1947       | 15. März 1989     |
| 5                            | Dominic Carmon SVD             | Weihbischof in New Orleans (USA)                                                        | 16. Dezember 1992 | 11. November 2018 |
| 6                            | Alejandro Aclan                | Weihbischof in Los Angeles (USA)                                                        | 5. März 2019      |                   |